# Binamballeus metatarsalis
Genre
Espèce
Binamballeus metatarsalis, unique représentant du genre Binamballeus, est une espèce d'opilions laniatores de la famille des Cranaidae.

## Distribution
Cette espèce est endémique de la région de Cajamarca au Pérou. Elle se rencontre vers le río Namballe.

## Description
Le mâle holotype mesure 7 mm.

## Publication originale
- Roewer, 1952 : « Neotropische Arachnida Arthrogastra, zumeist aus Peru. » Senckenbergiana, vol. 33, p. 37-58.